# L'Estat Major
L'Estat Major fou un poblat obrer de la comuna vallespirenca del Tec, a la Catalunya del Nord. Acollia treballadors de les mines i de les fargues de la zona.
Era a l'esquerra de la Comalada, a prop al sud-est de la Llau. Es va formar en un meandre de la Comalada, just a ponent d'on rep el Còrrec del Solà.